# 井上幾太郎
井上 幾太郎（いのうえ いくたろう、 1872年2月18日（明治5年1月10日） - 1965年5月7日）は、日本の陸軍軍人。初代陸軍航空部本部長、帝国在郷軍人会会長。陸士4期・陸大14期。最終階級は陸軍大将。

## 経歴
山口県厚狭郡芦河内村（万倉村、楠町を経て現宇部市芦河内）出身。井上清蔵（農業）の二男。山口町開導学校を経て、1893年（明治26年）7月に陸軍士官学校（4期）を卒業し、工兵第5大隊附。工兵第5大隊長・上原勇作工兵少佐（後に元帥陸軍大将）の知遇を得る。1894年（明治27年）3月、陸軍工兵少尉に任官。日清戦争に出征し、釜山 ｰ 京城の電信線敷設に従事した後、鴨緑江渡河作戦に参加。1895年11月に陸軍砲工学校に入校し、要塞戦術への関心を高める。1896年（明治29年）11月、陸軍砲工学校を卒業し、1897年（明治30年）12月、陸軍大学校（14期）に入校。陸大在校中の1900年（明治33年）7月、義和団の乱が勃発すると工兵第5大隊中隊長として出征し、北京城の城門を爆破して城内への突撃路を開く武功を挙げた。同年10月に陸大に復校し、12月に卒業。
1902年（明治35年）2月に参謀本部部員となると、要塞戦術の研究のためにドイツ帝国への私費留学を志し、参謀本部総務部長の田村怡与造少将の配慮により、3年間の留学期間・1年につき千円の補助金を与えられ、同年6月にドイツに赴き、ベルリンで築城を研究。
1904年（明治37年）2月に日露戦争が勃発すると、私費留学を2年弱で切り上げて同年4月に帰朝。第3軍参謀として出征し、旅順攻囲戦において、坑道掘りによる攻撃を献策した。戦後、ドイツ駐在、参謀本部部員（要塞課）、工兵第10大隊長、陸軍省軍務局工兵課長、軍事課長などを経て、1916年8月、陸軍少将に進級。
陸軍運輸部本部長、交通兵団司令部付（臨時軍用気球研究会幹事）、初代航空部本部長を歴任。1920年8月、陸軍中将に進級し、第3師団長、軍事参議官、航空本部長を経て、1927年2月、陸軍大将に親任され、1933年3月、予備役に編入された。
1937年2月、帝国在郷軍人会の最後の会長となった。1947年（昭和22年）11月28日、公職追放仮指定を受けた。

## 人物

### 空軍独立論
井上は空軍独立論者であった。陸軍の航空専門家として初代陸軍航空部本部長（後の陸軍航空本部長）に就任し、本部長時代には政府に陸海軍共同の空軍建設を上申したが、却下された。

### 工兵科出身の陸軍大将
井上は山口県出身であったが、工兵科の先輩である上原勇作から高く評価され、上原閥（工兵閥）の一員として重用された。ドイツ留学中、駐在中は頻繁に上原とやり取りし、その後工兵操典の編纂委員長に起用された。この時、上原（工兵班長）と工兵監の落合豊三郎（交通兵班長）は意見が合わず、上原が頼りとしたのは井上であった。田中義一が陸相候補問題を起こした後も上原閥と長州閥の間で上手く立ち回ることに成功した。航空戦力などの思想が上原と共通していることやそれまでの功績もあり、他の山口県出身者（大庭二郎、森岡守成、菅野尚一ら）が次々と予備役入りさせられる中、工兵科出身では3名（鮫島重雄、上原勇作、井上。士官候補生出身では井上のみ）しかいない陸軍大将の一人となった。

## 栄典
位階
- 1894年（明治27年）5月1日 - 正八位[6]
- 1896年（明治29年）3月24日 - 従七位[7]
- 1897年（明治30年）12月15日 - 正七位[8]
- 1903年（明治36年）3月20日 - 従六位[9]
- 1908年（明治41年）5月30日 - 正六位[10]
- 1912年（明治45年）1月31日 - 従五位[11]
- 1916年（大正5年）9月11日 - 正五位[12]
- 1920年（大正9年）9月10日 - 従四位[13]
- 1923年（大正12年）4月10日 - 正四位[14]
- 1926年（大正15年）5月1日 - 従三位[15]
- 1929年（昭和4年）5月15日 - 正三位[16]

勲章
- 1895年（明治28年）
  - 10月31日 - 勲六等瑞宝章・功五級金鵄勲章[17]
  - 11月18日 - 明治二十七八年従軍記章[18]
- 1901年（明治34年）10月1日 - 勲五等双光旭日章・功四級金鵄勲章[19]
- 1902年（明治35年）5月10日 - 明治三十三年従軍記章[20]
- 1905年（明治38年）11月30日 - 勲四等瑞宝章[21]
- 1914年（大正3年）5月16日 - 勲三等瑞宝章[22]
- 1915年（大正4年）11月7日 - 旭日中綬章・大正三四年従軍記章[23]
- 1920年（大正9年）
  - 9月29日 - 勲二等瑞宝章[24]
  - 11月1日 - 旭日重光章・大正三年乃至九年戦役従軍記章[25]
- 1927年（昭和2年）3月22日 - 勲一等瑞宝章[26]
- 1933年（昭和8年）3月23日 - 旭日大綬章[27]
- 1940年（昭和15年）8月15日 - 紀元二千六百年祝典記念章[28]

## 親族
- 養嗣子 井上官一（陸士29期、陸軍少将、戦病死）